# 江州 (江西省)
江州（こうしゅう）は、中国にかつて存在した州。晋代から元代にかけて、現在の江西省一帯に設置された。

## 概要
291年（元康元年）7月、西晋により揚州の豫章・鄱陽・廬陵・臨川・南康・建安・晋安および荊州の武昌・桂陽・安成の10郡を分離して、江州が立てられた。州治は豫章県に置かれた。307年（永嘉元年）、桂陽郡が湘州に移管された。340年（咸康6年）、東晋により尋陽県に州治が移された。後に庾翼が豫章に州治を戻したが、ほどなく再び尋陽が州治とされた。
南朝宋のとき、江州は尋陽・豫章・鄱陽・臨川・廬陵・安成・南康・建安・晋安の9郡65県を管轄した。
南朝斉のとき、江州は尋陽・豫章・臨川・廬陵・鄱陽・安成・南康・南新蔡・建安・晋安の10郡を管轄した。
583年（開皇3年）、隋が郡制を廃すると、尋陽郡と太原郡が廃止されて、江州に編入された。江州は湓城・彭沢の2県を管轄した。607年（大業3年）に州が廃止されて郡が置かれると、江州が九江郡と改称された。
621年（武徳4年）、唐により九江郡は江州と改められ、潯陽・湓城・彭沢の3県を管轄した。622年（武徳5年）、湓城県が分割されて楚城県が置かれ、彭沢県が分割されて都昌県が置かれた。625年（武徳8年）、湓城県が廃止されて潯陽県に編入された。634年（貞観8年）、楚城県が廃止されて潯陽県に編入された。742年（天宝元年）、江州は潯陽郡と改称された。757年（至徳2載）、至徳県が置かれ、潯陽郡に属した。758年（乾元元年）、潯陽郡は江州と改称された。江州は江南西道に属し、潯陽・彭沢・都昌・至徳の4県を管轄した。
北宋のとき、江州は江南東路に属した。1127年（建炎元年）、南宋により定江軍節度が置かれた。1131年（紹興元年）、江州は江南西路に転属した。江州は徳化・徳安・瑞昌・湖口・彭沢の5県を管轄した。
1275年（至元12年）、元により江東西宣撫司が置かれた。1276年（至元13年）、江西大都督府と改められ、揚州行省に属した。1277年（至元14年）、都督府が廃止され、江州路とされ、龍興行都元帥府に属した。後に江西等処行中書省が置かれてこれに属した。1279年（至元16年）、黄蘄等路宣慰司に属した。1285年（至元22年）、再び江西行省に属した。江州路は徳化・徳安・瑞昌・湖口・彭沢の5県を管轄した。1361年、朱元璋により江州路は九江府と改められた。